# Avro 511
Bei der Avro 511 handelt es sich um ein einsitziges Doppeldecker-Flugzeug des britischen Herstellers Avro.

## Entwicklung
Im März 1914 stellte Avro einen Prototyp dieser Maschine auf der Olympia Aero Show in London/England der Öffentlichkeit vor.
Ausgelegt war die 511 als schnelles Aufklärungsflugzeug. Den Entwurf dieses Flugzeuges hatte der Avro-Konstrukteur H. E. Broadsmith bewusst leicht gehalten, um ein einfaches Zerlegen und einen einfachen Transport der Maschine möglich zu machen; dementsprechend klein waren auch die Abmessungen der 511.
Die konstruktive Auslegung dieses Einzelstücks war für die damalige Zeit sehr fortschrittlich, so besaßen alle vier Tragflächen Querruder und eine frühe Form von Landeklappen an der unteren Fläche. Die 511 war so stabil, dass beispielsweise die Landegeschwindigkeit der Maschine unter 60 km/h lag.
Im Mai 1914 wurde das Flugzeug umgebaut und erhielt die Bezeichnung Avro 514.

## Technische Daten
| Kenngröße             | Daten                                         |
| --------------------- | --------------------------------------------- |
| Besatzung             | 1                                             |
| Länge                 | 6,72 m                                        |
| Spannweite            | 7,92 m                                        |
| Höhe                  | 2,76 m                                        |
| Leermasse             | 306 kg                                        |
| max. Startmasse       | 528 kg                                        |
| Antrieb               | ein Gnôme-Monosoupape-Motor mit 60 kW (79 PS) |
| Höchstgeschwindigkeit | ca. 155 km/h                                  |